# Copiague
Copiague es un lugar designado por el censo ubicado en el condado de Suffolk en el estado estadounidense de Nueva York. En el año 2007 tenía una población de 18,037 habitantes y una densidad poblacional de 2,653.1 personas por km².

## Geografía
Copiague se encuentra ubicada en las coordenadas 40°40′29″N 73°23′36″O / 40.67472, -73.39333 Según la Oficina del Censo, la ciudad tiene un área total de 9,5 km² (3,7 mi²), de la cual 8,3 km² (3,2 mi²) es tierra y 1,3 km² (0,5 mi²) (13.32%) es agua.

## Demografía
Según la Oficina del Censo en 2000 los ingresos medios por hogar en la localidad eran de $28,906, y los ingresos medios por familia eran $45,369. Los hombres tenían unos ingresos medios de $70,563 frente a los $50,833 para las mujeres. La renta per cápita para la localidad era de $102,557. Alrededor del 3.0% de la población estaban por debajo del umbral de pobreza.